# 巴哈欧拉的使徒
巴哈欧拉的使徒是19位巴哈欧拉的早期追随者。巴哈伊信仰中的圣护守基·阿芬第在《巴哈伊世界》第三卷中授予上述19人该称号。
此19人在巴哈伊信仰的早期阶段扮演了重要角色，他们也許团结了信徒，或者传播了信仰。巴哈欧拉的使徒在巴哈伊信仰中的角色，与雅各之子、耶稣的门徒、薩哈巴及巴孛的新生字母在相应信仰中的角色类似。
守基·阿芬第曾经称玛莎·鲁特为巴哈欧拉独特且勇敢的使徒，这并不意为着守基·阿芬第将她列入巴哈欧拉十九位使徒的序列。

## 知名使徒
许多巴哈欧拉的门徒的故事都为人所知。巴哈欧拉的门徒的列表为：
1. 米尔扎·穆萨 - 巴哈欧拉的弟弟。
2. 巴迪 - 因为为巴哈欧拉送信给纳赛尔丁·沙阿而被捕，死时年仅17岁。
3. 苏丹·舒哈达 - 伊斯法罕的殉道者之王，他和他的弟弟都因信仰被处死。
4. 米尔扎·阿布·法德勒 - 知名学者，曾旅行至美洲，并创作了几本有关巴哈伊信仰的书籍。
5. 瓦尔加 - 鲁霍拉的父亲，父子都因对信仰被处死。
6. 纳比尔·阿克巴 - 知名教师，巴哈欧拉的若干书简为他所作。
7. 纳比勒·阿扎姆  - 纪实传记《破晓群英传》的作者。
8. 米什金卡兰 - 知名书法家，“至大圣名”符号的设计者。
9. 扎伊努穆加拉宾 - 伊斯兰法博士。他向巴哈欧拉提出了对巴哈伊信仰的律法书《亚格达斯经》的疑惑，巴哈欧拉对他的疑惑进行了解答。他的问题与巴哈欧拉的解答后来共同作为《亚格达斯经》的附录，和《亚格达斯经》一起出版。
10. 卡齐姆·萨曼达尔-巴哈欧拉最喜爱的门徒，他对信仰在整个波斯的传播发挥了重要作用。巴哈欧拉的书简-《万军之主的召唤》，即是为他所作。[1]